# Viken, Borlänge kommun
Viken är en by i Borlänge kommun, belägen ca 4,5 km ut på Ön som är en halvö som utgår från Torsångs kyrka. Viken har ett tjugotal åretruntboende invånare. Byn har enligt gamla kartor anor tillbaka till vikingatiden och bergsbruk och täcks delvis av det område som betecknas som riksintresse. De andra byarna på Ön är Sunnanö och Nordanö.